# Фони, Альфредо
Альфре́до Фо́ни (итал. Alfredo Foni; 20 января 1911, Удине — 28 января 1985, Лугано) — итальянский футболист, защитник. Чемпион мира 1938 года, чемпион Олимпиады 1936 года. После окончания карьеры игрока работал футбольным тренером.
Является основоположником итальянской системы игры, характеризуемой фразой, сказанной им же: «Главное не пропустить».

## Карьера

### Игровая карьера
Альфредо Фони начал свои выступления в клубе «Удинезе» из родного города Удине в 1927 году в возрасте 16-ти лет, предпочтя карьеру игрока, карьере экономиста. Через 2 года Фони перешёл в «Лацио», за который провёл 38 матчей и забил 3 гола, играя на месте крайнего форварда. А в 1931 году Фони покинул Рим, перейдя в «Падову», там он играл 3 сезона, проведя 96 встреч и забив 19 голов, такая высокая результативность была обусловлена тем, что в первом сезоне за «Падову», игравшую в серии B, Фони «наколотил» 15 голов, играя на позиции центрального форварда, чем помог своему клубу выйти в серию A, где он уже перешёл на свою излюбленную позицию крайнего нападающего, также играл в центре полузащиты, а в последние сезоны в клубе, Фони уже стал играть центрального защитника.
В 1934 году Фони перешёл в стан чемпиона Италии, клуб «Ювентус», чтобы помочь двум звёздам обороны клуба, Умберто Калигарису и Вирджинио Розетте (затем Розетту сменил Пьетро Рава). Фони сыграл первый матч в составе «бьянконери» 30 сентября 1934 года, в котором «Юве» обыграл «Брешию» со счётом 2:0, а через 10 месяцев, в свой дебютный сезон, 2 июня 1935 года Фони выиграл своё первое в жизни «скудетто», в матче, в котором была обыграна «Фиорентина». После того флорентийского успеха, Фони выступал за «Ювентус» ещё 8 лет, пережив множество трагических событий, так 31 января 1943 года Фони получил предписание прибыть в римский военный округ для прохождения военной службы. Фони вернулся в «Ювентус» только в 1945 году, но его карьера была почти закончена, он сыграл за 2 сезона лишь 9 матчей.
В сборной Италии Фони дебютировал 3 августа 1936 года в матче олимпийских игр против команды США. Фони провёл на Олимпиаде все 4 игры, включая финал турнира, в котором итальянцы обыграли австрийцев со счётом 2:1 и получили золотые медали победителя Олимпийских игр. Через 2 года Фони в составе сборной - победителя прошлого чемпионата мира поехал на первенство мира во Францию, вытеснив из состава Эральдо Монцельо. На первенстве мира Фони провёл все 4 игры, и в составе команды отпраздновал победу в турнире. Последний матч за сборную Фони провёл 19 апреля 1942 года против Испании, в которой итальянцы победили 4:0, эта игра стала 23-й для Фони в майке «Скуадры Адзурры».

### Тренерская карьера
Завершив карьеру футболиста, Фони принял решение остаться в футболе, став тренером. Первым его клубом стала «Венеция», в предыдущем сезоне «вылетевшая» в серию B. Перед Фони поставили задачу вернуться в серию A, в те годы турнир второго итальянского дивизиона состоял из трёх зональных групповых соревнований, победители каждой из трёх групп выходили в серию A. Задачу, поставленную перед ним, Фони не выполнил: клуб занял лишь 4 место в своей группе, после чего тренера уволили. Затем с 28 августа 1949 года по 17 июня 1951 года Фони возглавлял швейцарский «Кьяссо», но занял с клубом лишь 11 место, пропустив 55 мячей (хуже результат был лишь у двух клубов).
В 1950 году Фони возглавил «Сампдорию», занав с клубом 12-е место в серии A, команда характеризовалась «ужасной» оборонительной игрой, пропустив больше всех мячей в первенстве — 76 голов. В следующем сезоне Фони встал у «штурвала» клуба «Интернационале». В новой команде Фони начал с эксперимента, предложив новую оборонительную модель игры по схеме 3-4-4, согласно которой оборона команды начиналась с центра поля, а форвард, действовавший в «оттяжке», при обороне своих ворота становился 4-м полузащитником и первым оборонительным «редутом» команды. Эта действенная тактика стала очень популярна в итальянском футболе, многие ведущие клубы страны стали копировать её, а сама игра в обороне именно с тренерского гения Фони стала считаться главной в итальянском футболе, которую он озвучил в одной фразе: «Главное не пропустить». В «Интере» Фони проработал 3 сезона, в двух из которых команда занимала первое место в чемпионате, а в третьем он не доработал до конца сезона, будучи уволенным после серии неудачных матчей.
После «Интера», Фони возглавил в составе технической комиссии сборную Италии, но команда давно находилась в кризисе, связанным с гибелью в авиакатастрофе в 1949 году команды «Торино», большинство игроков которой являлись футболистами «основы» сборной. «Венцом» карьеры Фони в составе итальянской сборной стало поражение от Северной Ирландии в квалификации к чемпионату мира, после которого вся техническая комиссия была уволена. Затем Фони возглавлял «Болонью» и «Рому».
В 1964 году Фони возглавил сборную Швейцарии, с которой он «пробился» на чемпионат мира в 1966 году, но там его команда выступила неудачно, проиграв все 3 матча Германии, Испании и Аргентине, а уволен был Фони в мае 1967 года после поражения швейцарцев в отборочном турнире к чемпионату Европы. После этого Фони работал в «Интере» и «Мантове» и «Удинезе», во время работы с которым у Фони дебютировал в «большом» футболе молодой голкипер Дино Дзофф.
Умер Альфредо Фони в воскресенье, 28 января 1985 года, в швейцарском Лугано, при просмотре матча чемпионата Италии.

## Статистика выступлений
| Статистика клубных выступлений Фони | Статистика клубных выступлений Фони | Статистика клубных выступлений Фони | Статистика клубных выступлений Фони | Статистика клубных выступлений Фони | Статистика клубных выступлений Фони | Статистика клубных выступлений Фони | Статистика клубных выступлений Фони | Статистика клубных выступлений Фони | Статистика клубных выступлений Фони |
| Сезон                               | Клуб                                | Лига                                | Чемпионат                           | Чемпионат                           | Кубок                               | Кубок                               | Митропа                             | Митропа                             |                                     |
| Сезон                               | Клуб                                | Лига                                | Игры                                | Голы                                | Игры                                | Голы                                | Игры                                | Голы                                |                                     |
| ----------------------------------- | ----------------------------------- | ----------------------------------- | ----------------------------------- | ----------------------------------- | ----------------------------------- | ----------------------------------- | ----------------------------------- | ----------------------------------- | ----------------------------------- |
| 1927/28                             | Удинезе                             | Прима дивизионе                     | 18                                  | 1                                   |                                     |                                     |                                     |                                     |                                     |
| 1928/29                             | Удинезе                             | Прима дивизионе                     | 25                                  | 0                                   |                                     |                                     |                                     |                                     |                                     |
| 1929/30                             | Лацио                               | Серия A                             | 18                                  | 1                                   |                                     |                                     |                                     |                                     |                                     |
| 1930/31                             | Лацио                               | Серия A                             | 20                                  | 2                                   |                                     |                                     |                                     |                                     |                                     |
| 1931/32                             | Падова                              | Серия B                             | 30                                  | 15                                  |                                     |                                     |                                     |                                     |                                     |
| 1932/33                             | Падова                              | Серия A                             | 34                                  | 1                                   |                                     |                                     |                                     |                                     |                                     |
| 1933/34                             | Падова                              | Серия A                             | 32                                  | 3                                   |                                     |                                     |                                     |                                     |                                     |
| 1934/35                             | Ювентус                             | Серия A                             | 27                                  | 0                                   | 0                                   | 0                                   | 7                                   | 1                                   |                                     |
| 1935/36                             | Ювентус                             | Серия A                             | 30                                  | 1                                   | 3                                   | 0                                   |                                     |                                     |                                     |
| 1936/37                             | Ювентус                             | Серия A                             | 30                                  | 0                                   | 2                                   | 0                                   |                                     |                                     |                                     |
| 1937/38                             | Ювентус                             | Серия A                             | 30                                  | 1                                   | 6                                   | 1                                   | 6                                   | 0                                   |                                     |
| 1938/39                             | Ювентус                             | Серия A                             | 30                                  | 1                                   | 2                                   | 0                                   |                                     |                                     |                                     |
| 1939/40                             | Ювентус                             | Серия A                             | 30                                  | 1                                   | 4                                   | 0                                   |                                     |                                     |                                     |
| 1940/41                             | Ювентус                             | Серия A                             | 30                                  | 0                                   | 2                                   | 0                                   |                                     |                                     |                                     |
| 1941/42                             | Ювентус                             | Серия A                             | 30                                  | 1                                   | 6                                   | 1                                   |                                     |                                     |                                     |
| 1942/43                             | Ювентус                             | Серия A                             | 20                                  | 0                                   | 0                                   | 0                                   |                                     |                                     |                                     |
| 1945/46                             | Ювентус                             | Серия A                             | 3                                   | 0                                   |                                     |                                     |                                     |                                     |                                     |
| 1946/47                             | Ювентус                             | Серия A                             | 6                                   | 0                                   |                                     |                                     |                                     |                                     |                                     |

## Достижения

### Как игрок
- Чемпион Италии: 1935
- чемпион Олимпиады: 1936
- Обладатель кубка Италии: 1938, 1942
- Чемпион мира: 1938

### Как тренер
- Чемпион Италии: 1953, 1954
- Обладатель Кубка ярмарок: 1961